# NGC 501
NGC 501, (còn được gọi là PGC 5082 hoặc GC 284), là một thiên hà hình elip nằm trong chòm sao Song Ngư.  Nó nằm cách Hệ Mặt trời khoảng 224 triệu năm ánh sáng và được phát hiện vào ngày 28 tháng 10 năm 1856 bởi nhà thiên văn học người Ireland RJ Mitchell.

## Lịch sử quan sát
Mặc dù John Dreyer, người tạo ra Danh mục chung mới về các tinh vân và cụm sao, ghi công khám phá này cho nhà thiên văn học William Parsons, Bá tước của Rosse, ông cũng chú thích rằng nhiều khám phá được tuyên bố của William là do một trong những trợ lý của ông ta thực hiện. Trong trường hợp NGC 501, khám phá được thực hiện bởi RJ Mitchell, người đã khám phá ra nó bằng cách sử dụng kính thiên văn phản xạ 72 inch của Lord Rosse tại Lâu đài Birr ở County Offaly, Ireland. Thiên hà này được mô tả "rất mờ nhạt, nhỏ (chữ E trong sơ đồ Birr)" trong Danh mục chung mới.